# 1030-е п. н. е.

## Догађаји и трендови
- 1039 пХ — Преминуо Фараон Египта Аменемнису (Неферкара);
- 1031 пХ — Салманасар II устоличен за цара Асирије.
- 1037 пХ — Рођен Давид, краљ Јудејаца.